# Isolabona
Isolabona là một đô thị ở tỉnh Imperia trong vùng Liguria, tọa lạc khoảng 120 km về phía tây nam của Genoa và khoảng 30 km về phía tây của Imperia. Tại thời điểm ngày 31 tháng 12 năm 2004, đô thị này có dân số 715 người và diện tích là 12,4 km².
Isolabona giáp các đô thị sau: Apricale, Castelvittorio, Dolceacqua, Pigna và Rocchetta Nervina.